# تياغو كيونيك
تياغو كيونيك (بالبولندية: Thiago Cionek)‏ (و. 1986  م) هو لاعب كرة قدم، من بولندا، ولد في كوريتيبا، شارك في كأس العالم لكرة القدم 2018، يلعب كمُدَافِع.

## روابط خارجية
- تياغو كيونيك على موقع الاتحاد الدولي (مؤرشف)  (الإنجليزية)
- تياغو كيونيك على موقع الاتحاد الأوربي (الإنجليزية)
- تياغو كيونيك على موقع قاعدة بيانات كرة القدم.إي يو (الإنجليزية)
- تياغو كيونيك على موقع ناشيونال فوتبول تيمز (الإنجليزية)
- تياغو كيونيك على موقع Soccerway.com (الإنجليزية)
- تياغو كيونيك على موقع عالم كرة القدم.نت (الإنجليزية)
- تياغو كيونيك على موقع AS.com (الإسبانية)